# Prosopidia meruloides
Prosopidia meruloides là một loài bướm đêm thuộc phân họ Arctiinae, họ Erebidae.